# 좌평
좌평(佐平)은 백제의 최고위 관등이다. 
백제 고이왕 27년(260년)에 개혁 이후 마련되었다고 하나 확실성은 없고, 그후 근초고왕 대에 대략 완성된 듯하다. 오늘날의 장관에 해당하는 관직으로, 내신좌평이 이들 중 좌장에 해당하였다. 그러나 이후 상좌평(上佐平)이 생기고 상좌평이 수상으로서 정사암 회의의 의장을 맡게 되었다.
- 상좌평(上佐平) : 좌평의 수장, 수상
- 내신좌평(內臣佐平) : 왕명의 출납을 관장. 오늘날 대통령비서실장에 해당.
- 내두좌평(內頭佐平) : 국가 재정 업무를 관장. 오늘날 기획재정부 장관에 해당.
- 내법좌평(內法佐平) : 의례에 관한 일을 관장. 오늘날 교육부 장관, 외교부 장관, 보건복지부 장관, 문화체육관광부 장관에 해당.
- 위사좌평(衛士佐平) : 숙위 군사를 관장. 오늘날 대통령경호처장에 해당.
- 조정좌평(朝廷佐平) : 형벌과 감옥 사무 관장. 오늘날 법무부 장관에 해당.
- 병관좌평(兵官佐平) : 지방 군사업무 관장. 오늘날 국방부 장관에 해당.

이는 중국의 6전 조직(六典組織)을 모방한 것으로 후세의 6부(六部) 및 6조(六曹)와 유사하였다.

## 참고 자료
- 이 문서에는 다음커뮤니케이션(현 카카오)에서 GFDL 또는 CC-SA 라이선스로 배포한 글로벌 세계대백과사전의 내용을 기초로 작성된 글이 포함되어 있습니다.